# Tijdschrift voor Neuropsychologie
Het Tijdschrift voor Neuropsychologie is een Nederlandstalig vaktijdschrift dat wordt uitgegeven door Uitgeverij Boom. Het is opgericht in 2005 en publiceert artikelen op het gebied van de neuropsychologie, waaronder wetenschappelijke overzichtsartikelen, casuïstiek en artikelen over tests en vragenlijsten. In de beginjaren had het tijdschrift de ondertitel "Diagnostiek, behandeling en onderzoek".
Hoofdredacteuren waren achtereenvolgens Rudolf Ponds, Esther van den Berg en Chantal Geusgens. Het tijdschrift is gekoppeld aan het lidmaatschap van de sectie Neuropsychologie van het NIP, de Nederlandse Vereniging voor Neuropsychologie en de Vlaamse Vereniging voor Neuropsychologie.